# ソランジュ・ウィルバート
ソランジュ・ウィルバート（Solange Wilvert、ポルトガル語読み:ソランジ・ウィルヴェルチ, 1988年10月15日 - ）は、ブラジル、フロリアノーポリス出身のファッションモデル。ケイト・モスのような中性的な顔立ちが特徴。2005年秋冬グッチ・キャンペーンの顔となった。